# Silene armena
Silene armena är en nejlikväxtart som beskrevs av Pierre Edmond Boissier. 
Silene armena ingår i släktet glimmar och familjen nejlikväxter. Inga underarter finns listade i Catalogue of Life.